# Tanvald
Tanvald (niem. Tannwald) – miasto w Czechach, w kraju libereckim. Miasto założone w roku 1618. Pierwotnie rozciągało się pomiędzy rzeczkami Desną i Kamenicą. Później jednak doszło do połączenia z kolejnymi gminami i do rejonowej ekspansji miasta. Obecnie Tanvald jest przemysłowym miastem z szeregiem znaczących przedsiębiorstw. Równocześnie jest także centrem wypoczynku.
1 stycznia 2017 gminę zamieszkiwało 6389 osób, a ich średni wiek 43,0 roku.  

## Zabytki
Mieści się tutaj rokokowy kościół śś. Piotra i Pawła z końca XVIII stulecia, później przebudowany w stylu neorenesansowym. Zabytkiem chronionym jest także kapliczka Św. Anny przy potężnej starej lipie nad kolejowym wiaduktem przy szosie do Smrżowki.
Linia kolejowa Tanvald-Kořenov-Harrachov nazywana jest wśród miejscowej ludności „Zębatką” (po czesku Zubačka). Jest to jedyna tego rodzaju linia w Czechach, która może się poszczycić dwutorową koleją zębatą, tzw. zębatką Abta. Jej maksymalne wznoszenie wynosi 58 promili i jest najbardziej stromą czeską linią kolejową. Zębatkowy odcinek trasy Tanvald-Kořenov wynosi prawie 7 km, a w 1992 r. Ministerstwo Kultury Republiki Czeskiej nadało mu rangę zabytku kultury. Nie mniej interesujący jest pozostały odcinek trasy długości 5 km z Kořenova do Harrachova, za pomocą mostu o wysokości 26 m przez rzekę Izerę łączy on Góry Izerskie z Karkonoszami i przechodzi w pobliżu granicy z Polską. Łukiem w kształcie podkowy przechodzi malowniczą doliną Izery – „Udoli nadeje” (Dolina nadziei).

## Rezerwat przyrody
Rezerwat przyrody, regionu Góry Izerskie (CHKO Jzerske hory), stał się rezerwatem w 1968 roku na powierzchni 368 km². Obecnie CHKO Jzerske hory należy do bardzo kontrastowego obszaru. Z jednej strony znajdują się rozległe powierzchnie zatrutych golizn i uszkodzonych lasów, z drugiej strony znajdują się tutaj wyjątkowo wartościowe tereny z zachowanymi naturalnymi zbiorowiskami, zwłaszcza rozległy kompleks bukowy na stokach północnych, resztki świerków klimaksowych oraz unikatowy zbiór wrzosowisk z bogatą florą i fauną. Duża część CHKO to kraina niezalesiona z łąkami i pastwiskami oraz z nowymi budowlami tradycyjnej architektury ludowej. Celem ochrony przyrody jest zachowanie najcenniejszych ekosystemów, a jednocześnie włożenie maksymalnego wysiłku w całkowitą rewitalizację uszkodzonego środowiska naturalnego, z wystarczającym miejscem na życie towarzyskie i gospodarcze miejscowości oraz tolerowanej ekologicznie aktywności sportowej i rekreacyjnej.

## Sport
Na terenie gminy znajduje się jeden z najbardziej wybitnych ośrodków sportów zimowych w Górach Izerskich – Tanvaldský Špičák.

## Demografia
| Rok             | 1970  | 1980  | 1991  | 2001  | 2003  |
| --------------- | ----- | ----- | ----- | ----- | ----- |
| Liczba ludności | 6 168 | 7 592 | 7 055 | 7 001 | 6 921 |

Źródło: Czeski Urząd Statystyczny